# Regina Belle
Regina Belle (Englewood, 17 de julho de 1963) é uma cantora, compositora e atriz americana que iniciou sua carreira em meados dos anos 80. Conhecida por seus singles "Baby Come to Me" (1989) e "Make It Like It Was" (1990), Belle é mais notável por dois duetos de sucesso, ambos com Peabo Bryson: "Without You", tema de amor do filme de comédia Leonard Part 6 (1987) e "A Whole New World", tema principal do filme de animação Aladdin (1992), com o qual Belle e Bryson ganharam o Grammy Award.

## Biografia
Nascida na cidade de Englewood, em Nova Jérsei, Regina começou a cantar em igrejas e na adolescência já era uma cantora famosa no meio gospel. Ela também estudou trombone, tuba e bateria.
Belle participou do grupo vocal The Manhattans. Com eles, gravou "Where Did We Go Wrong", a canção foi um sucesso e atraiu a atenção da gravadora Columbia Records.
Em 1987, ela lança seu primeiro álbum solo, All by Myself e obtém êxito com os singles "Please Be Mine" e "So Many Tears". Mas o reconhecimento mundial veio com a canção "Without You", composição de Lamont Dozier, em dueto com o cantor Peabo Bryson, que fez parte da banda sonora do filme Leonard Part 6. O segundo duo de sucesso de Bryson e Belle foi "A Whole New World", tema principal do filme de animação Aladdin, gravado em 1992, com o qual Belle e Bryson foram premiados com o Grammy Award.
Seu dueto "Without You" com Peabo Bryson recebeu duas adaptações em idiomas diferentes: a primeira foi em português e a segunda foi em espanhol, em 1989 e 1990, respectivamente. Ambas as adaptações receberam o mesmo título, "Amor Dividido", e ambas foram gravadas pela cantora brasileira Rosana. A versão em português foi sucesso no Brasil em 1989.
Em 2008, Regina lança o álbum Love Forever Shines.

## Álbuns

### Estúdio
| Ano  | Álbum               | U.S. Pop | Top R&B/Hip-Hop Albums | Top Contemporary Jazz | Billboard_charts#Top_Gospel_Albums |
| ---- | ------------------- | -------- | ---------------------- | --------------------- | ---------------------------------- |
| 1987 | All By Myself       | 85       | 14                     | -                     | -                                  |
| 1989 | Stay with Me        | 63       | 1                      | -                     | -                                  |
| 1993 | Passion             | 63       | 13                     | -                     | -                                  |
| 1995 | Reachin' Back       | 115      | 18                     | -                     | -                                  |
| 1998 | Believe in Me       | -        | 42                     | -                     | -                                  |
| 2001 | This Is Regina!     | -        | 61                     | -                     | -                                  |
| 2004 | Lazy Afternoon      | -        | 58                     | 9                     | -                                  |
| 2008 | Love Forever Shines | 119      | 15                     | -                     | 3                                  |

### Compilações
- 1997: Baby Come To Me: The Best Of Regina Belle
- 2001: Super Hits
- 2006: Love Songs

## Prêmios
| Ano  | Título                               | Categoria                          | Gênero |
| ---- | ------------------------------------ | ---------------------------------- | ------ |
| 1993 | A whole new world (Alladdin's theme) | Melhor performance de duo ou grupo | Pop    |